# 长须卷口鱼
长须卷口鱼（学名：Ptychidio longibarbus）为輻鰭魚綱鯉形目鲤科卷口鱼属的鱼类。在中国，分布于广西合山煤矿与地下河相通的废矿井等。该物种的模式产地在广西合山，属西江水系。 體長可達16.8公分。